# Копачівська сільська територіальна громада
Копачівська сільська територіальна громада — територіальна громада в Україні, в Луцькому районі Волинської області. Адміністративний центр — село Копачівка. До реформи 2020 року належала до Рожищенського району.
Площа громади — 179,24 км², населення — 5337 мешканців (2018).
Утворена 14 серпня 2017 року шляхом об'єднання Березолуківської, Залісцівської, Копачівської, Кременецької, Любченської та Уляниківської сільських рад Рожищенського району.
17 липня 2020 року, в результаті адміністративно-територіальної реформи та ліквідації Рожищенського району, громада увійшла до складу Луцького району.

## Населені пункти
До складу громади входять 14 сіл: Башова, Березолуки, Залісці, Копачівка, Кременець, Кроватка, Любче, Олександрівка, Підгірне, Підліски, Тростянка, Ужова, Уляники та Яблунівка.

## Географія
Водойми на території, підпорядкованій громаді: річка Стир.